# IRTペラム線
IRTペラム線 (IRT Pelham Line) は、サザン・ブールバード-ペラム・ベイ・パーク線 (Southern Boulevard–Pelham Bay Park Line) とも呼ばれる、ニューヨーク市地下鉄のAディビジョンで運行され、6系統と<6>系統の列車が運行している地下鉄路線である。デュアル・コントラクトによる拡張計画の一環として建設され、1918年から1920年にかけて開通した。高架区間と地下区間の両方があり、ウィットロック・アベニュー駅が高架区間の南端となっている駅である。路線の起点から、終点となるペラム・ベイ・パーク駅のすぐ南側まで、3本の線路が敷設されている。ウェストチェスター・スクエア-イースト・トレモント・アベニュー駅のすぐ北側にあり、6系統用の車両が所属するウェストチェスター車両基地へも接続されている。2013年現在、1日平均利用客は205,590人である。

## 歴史
ペラム線の建設は、1913年3月19日に結ばれたデュアル・コントラクトの一環として、あるいはデュアルサブウェイシステムとして知られる地下鉄網の一環として実施された。ペラム線は、レキシントン・アベニュー線の支線として、北東方向へ138丁目、サザン・ブールバードそしてウェストチェスター・アベニューを経由してペラム・ベイ・パークまでの路線として提案された。
1926年12月24日にフィリップ・マシューズ市長によって発行された、「地下鉄の救済および拡大のための路線計画提案」という報告では、新たに提案されていた、シティ・ホールやダウンタウン・ブルックリンへと通じる3番街の複々線の地下鉄へ、ペラム線から連絡線を設けることも提案していた。
1918年8月1日に、IRTレキシントン・アベニュー線の支線として、IRTペラム線が3番街-138丁目駅まで開通した。1919年1月7日には、ペラム線がハンツ・ポイント・アベニュー駅まで延長された。この路線延長は、当初は1918年末までには実現すると思われていたが、資材の調達難のために開業が遅れたものであった。1919年1月に公共事業委員会が、ペラム・ベイ・パークに車両基地用の土地を買収した。1920年5月27日に、ペラム線がパークチェスター駅まで延長された。ハンツ・ポイント・アベニュー駅とパークチェスター駅の間の運行は、当初は高架鉄道用の車両を使ってシャトル運転とされた。同年10月24日、ウェストチェスター・スクエア-イースト・トレモント・アベニュー駅まで延長され、12月20日にはペラム・ベイ公園の西端まで延長された。
ニューヨーク・ウェストチェスター・アンド・ボストン鉄道が1937年に廃止になった際、代替路線として建設されたIRTダイアー・アベニュー線は、実際に建設されたようにIRTホワイト・プレーンズ・ロード線の東180丁目駅に接続するのではなく、IRTペラム線のウィットロック・アベニュー駅へ接続しようという提案もあった。

### 改良
運輸委員会は1946年6月6日に、ペラム線での急行運転を実現するための信号設備の設置契約を、エマーソン・ガーデンエレクトリックとL.K.コムストックの2社合同に対して129,516ドルで結んだと発表した。この信号設備は3番街-138丁目駅とパークチェスター駅の間に導入された。
1946年10月14日から、平日のラッシュ時と土曜日の朝ラッシュ時に、パークチェスター駅と3番街-138丁目駅の間の中線を利用した、混雑方向への急行運転が開始された。この急行運転で、パークチェスター駅と3番街-138丁目駅の間で所要時間を8分短縮した。この時期には、6系統のブロンクスで各駅停車となる列車は、ペラム・ベイ・パーク駅までの急行列車の運転余地を作るため、急行運転時にはパークチェスター駅止まりとなるようになった。東177丁目にある巨大な住宅施設により乗客数が増えていたため、急行運転はこの時期まで開始されていなかった。
1947年11月8日に、ユニオン・スイッチ・アンド・シグナルがペラム線の閉塞信号に関する819,375ドルの契約を請け負った。これにより急行運転がパークチェスター駅からペラム・ベイ・パーク駅まで延長できるようになった。
1946年から1949年にかけて、ウェストチェスター車両基地が拡張され、その一環として新しい信号扱所の設置、信号設備の導入、ウェストチェスター・スクエア-イースト・トレモント・アベニュー駅の北側にあったペラム線と車両基地連絡線の平面交差除去などが行われた。これにより、ウェストチェスター車両基地に入る列車が急行線・南行の緩行線を交差する必要がなくなり、ペラム・ベイ・パーク駅まで急行運転を延長して所要時間をさらに4分短縮できることになった。車両基地の容量拡張により、収容両数が358両増加した。この容量拡張により、車両をパークチェスター駅からペラム・ベイ・パーク駅までの急行線（中線）に並べて留置しておく必要がなくなり、終日の急行運転が可能となった。変電所の建設により電力供給事情が改善され、編成両数の延長が可能となった。これらの工事は6,387,000ドルがかかると計画され、1950年までに完了することになった。
1953年8月27日に、ニューヨークシティ・トランジット・オーソリティはペラム線の編成両数を、ラッシュ時に7両編成から8両編成に伸ばす計画を承認した。この変更は1953年9月8日に実施された。

### 実現しなかった拡張計画
1951年の計画の一環として、ペラム線の線路容量が拡大されることになっていたが、実現しなかった。
1954年3月に、提案された658,000,000ドルに及ぶ計画の一環として、ペラム線全線がIND2番街線に接続され、ペラム線における列車本数が3倍に増やされることになっていたが、これも実現しなかった。
IRTペラム線の規格は、Bディビジョンの規格へ容易に変更可能であるとされており、1968年のプログラム・フォー・アクションのルート132-Bとして、IND2番街線に接続されることになっていた。IND2番街線は、138丁目の下を東へ走り、それからアムトラックの北東回廊の線路敷きに沿って138丁目からブラックナー高速道路の近くまで走り、そこからウェストチェスター・アベニューをペラム線の急行線として走って、その後ペラム線およびダイアー・アベニュー線へと分岐することになっていた。
3番街-138丁目駅のすぐ東にあるブルック・アベニュー駅は、対面乗り換えのできるプラットホームへと改築する計画があった。さらに北では、ウェストチェスター・アベニューの近くのウィットロック・アベニュー駅でIRTペラム線と接続することになっており、それより北のペラム・ベイ・パーク駅までの各駅のプラットホームは、幅を狭くし長くすることで、2番街線から乗り入れてくる車両長も車幅も大きなディビジョンBの車両に対応することになっていた。ペラム線の各駅停車は1駅南のハンツ・ポイント・アベニュー駅止まりとなることになっていた。このプロジェクトにより、アメリカ合衆国内で最も輸送量が多くなっていたIRTレキシントン・アベニュー線の混雑を緩和することにつながるとされていた。
プログラム・フォー・アクションの第2段階として、ペラム線はコープシティ住宅施設の現代的な駅まで延長されることになっていた。
1975年から1976年にかけてニューヨーク市を襲った財政危機により、計画の残りの部分のほとんどは資金が調達できなくなり、撤回されることになった。1970年代半ばから1980年代初頭にかけて完成すると見込まれていたプログラム・フォー・アクションの路線群は、いずれも1970年代の財政危機により計画を縮小するか中止に追い込まれることになった。

## 運行系統と範囲
以下の系統が、IRTペラム線の一部または全区間を走行する。
| 系統     | 時間帯                     | 時間帯                     | 時間帯   |
| 系統     | ラッシュ時・日中ピーク方向 | ラッシュ時・日中ピーク方向 | それ以外 |
| 系統     | パークチェスター駅以南     | パークチェスター駅以北     | それ以外 |
| -------- | -------------------------- | -------------------------- | -------- |
| 各駅停車 | 各駅停車                   | 運行なし                   | 各駅停車 |
| 急行     | 急行                       | 各駅停車                   | 運行なし |

パークチェスター駅と3番街-138丁目駅の間の平日の急行運転は、6時30分頃から20時45分頃まで実施される。この時間帯には、終点のペラム・ベイ・パーク駅は運行している6系統・<6>系統の列車すべてを捌くことができない。この結果ペラム線の6系統各駅停車はパークチェスター駅より南のみの運行となり、ここで折り返す。<6>系統の列車がパークチェスター駅以北で各駅停車となり、パークチェスター駅と3番街-138丁目駅の間だけ中央の急行線を使ってピーク方向への急行運転を行う。これ以外の時間帯には、6系統の各駅停車が全線を走行する。

### 路線解説
IRTペラム線は、135丁目のレキシントン・アベニュー・トンネル北にある、IRTジェローム・アベニュー線との分岐点を起点とし、最初の3駅はモットヘイブンの138丁目の下を走る。そこからブラックナー・ブールバードの東行車線に沿って北東へカーブし、さらにサザン・ブールバードに沿って北へ向きを変える。サミュエル・ゴンパース高校のある145丁目を過ぎ、さらに向きを変えてサザン・ブールバードの下を北東方向へ走る。東行のブラックナー・ブールバードに再び戻ってきて、ウィットロック・アベニューへ入り、アルダス・ストリートで地下から地上へと顔を出す。東165丁目からウィットロック・アベニュー上の高架線に変わり、すぐにウィットロック・アベニュー駅を通って、ウェストチェスター・アベニュー上を東へ向かい、インターステート895（シェリダン高速道路）、ハーレム・リバー・アンド・ポート・チェスター鉄道線、そしてブロンクス川を越える。以降の区間はウェストチェスター・アベニューの上を走り続ける:2389。
モリソン・アベニュー-サウンドビュー駅より東では、ウェストチェスター・アベニューはブロンクス・リバー・パークウェイの上を跨ぎ越し、パークチェスターへと入る。パークチェスター駅はヒュー・J・グラント広場の上に位置しており、この広場自体がクロス・ブロンクス高速道路上にある。キャッスル・ヒル・アベニュー駅の東では、ウェストチェスター・アベニューは北東方向へ分かれ、元の通りと同じ方向へはウェストベリー・アベニューが続くが、ペラム線はウェストチェスター・アベニューに沿って走る。ウェストチェスター車両基地を過ぎると、路線はミドルタウン・ロード駅の西でハッチンソン・リバー・パークウェイの上を通り過ぎる。最終的に路線は終点のペラム・ベイ・パーク駅へたどり着き、ここからはブラックナー高速道路を越えて同名の公園へ向かう歩道橋がある。

## フィクションにおける記述
モートン・フリードグッド（ペンネームはジョン・ゴーディ）による小説「サブウェイ・パニック」（原題 The Taking of Pelham One Two Three）およびそれに基づいた3本の映画では、ペラム・ベイ・パーク駅を1時23分に出発する列車がハイジャックされる。

## 駅一覧
| 凡例                                                    | 凡例                             |
| ------------------------------------------------------- | -------------------------------- |
| Stops all times                                         | 終日停車                         |
| Stops all times except rush hours in the peak direction | ラッシュ時混雑方向以外の終日停車 |
| Stops rush hours in peak direction only                 | ラッシュ時の混雑方向のみ停車     |
| 時間帯詳細                                              |                                  |

| 所在地 （おおよその位置）                 | バリアフリー・アクセス                                   | 駅                                                              | プラットホーム | 停車列車 | 開業日         | 備考                                                                                  |
| ----------------------------------------- | -------------------------------------------------------- | --------------------------------------------------------------- | -------------- | -------- | -------------- | ------------------------------------------------------------------------------------- |
| ペラムベイ                                | バリアフリー・アクセス                                   | ペラム・ベイ・パーク駅                                          |                | 6 <6>    | 1920年12月20日 | Bx12 セレクトバスサービス                                                             |
| ペラムベイ                                | 中央の急行線開始（パークチェスター駅までは定期運行なし） |                                                                 |                |          |                |                                                                                       |
| ペラムベイ                                |                                                          | バー・アベニュー駅                                              | 緩行           | 6 <6>    | 1920年12月20日 |                                                                                       |
| ペラムベイ                                |                                                          | ミドルタウン・ロード駅                                          | 緩行           | 6 <6>    | 1920年12月20日 |                                                                                       |
| ウェストチェスター車両基地への連絡線      |                                                          |                                                                 |                |          |                |                                                                                       |
| ウェストチェスタースクエア                |                                                          | ウェストチェスター・スクエア-イースト・トレモント・アベニュー駅 | 緩行           | 6 <6>    | 1920年10月24日 |                                                                                       |
| キャッスルヒル                            |                                                          | ゼレガ・アベニュー駅                                            | 緩行           | 6 <6>    | 1920年10月24日 |                                                                                       |
| キャッスルヒル                            |                                                          | キャッスル・ヒル・アベニュー駅                                  | 緩行           | 6 <6>    | 1920年10月24日 |                                                                                       |
| <6>系統の列車が中央の急行線から/へ転線    |                                                          |                                                                 |                |          |                |                                                                                       |
| パークチェスター                          |                                                          | パークチェスター駅                                              | 緩行/急行      | 6 <6>    | 1920年5月27日  | Q44セレクトバスサービス 当初はパークチェスター-東177丁目駅                            |
| サウンドビュー                            |                                                          | セント・ローレンス・アベニュー駅                                | 緩行           | 6        | 1920年5月27日  |                                                                                       |
| サウンドビュー                            |                                                          | モリソン・アベニュー-サウンドビュー駅                           | 緩行           | 6        | 1920年5月27日  | 当初はサウンド・ビュー・アベニュー駅、モリソン-サウンド・ビュー・アベニュー駅であった |
| サウンドビュー                            |                                                          | エルダー・アベニュー駅                                          | 緩行           | 6        | 1920年5月27日  |                                                                                       |
| ロングウッド                              |                                                          | ウィットロック・アベニュー駅                                    | 緩行           | 6        | 1920年5月27日  |                                                                                       |
| ロングウッド                              | バリアフリー・アクセス                                   | ハンツ・ポイント・アベニュー駅                                  | 緩行/急行      | 6 <6>    | 1919年1月7日   |                                                                                       |
| ロングウッド                              |                                                          | ロングウッド・アベニュー駅                                      | 緩行           | 6        | 1919年1月7日   |                                                                                       |
| ロングウッド                              |                                                          | 東149丁目駅                                                     | 緩行           | 6        | 1919年1月7日   |                                                                                       |
| モットヘイブン                            |                                                          | 東143丁目-セント・メアリーズ・ストリート駅                      | 緩行           | 6        | 1919年1月7日   |                                                                                       |
| モットヘイブン                            |                                                          | サイプレス・アベニュー駅                                        | 緩行           | 6        | 1919年1月7日   |                                                                                       |
| モットヘイブン                            |                                                          | ブルック・アベニュー駅                                          | 緩行           | 6        | 1919年1月7日   |                                                                                       |
| モットヘイブン                            |                                                          | 3番街-138丁目駅                                                 | 緩行/急行      | 6 <6>    | 1918年8月1日   |                                                                                       |
| モットヘイブン                            | 中央の急行線終了                                         |                                                                 |                |          |                |                                                                                       |
| IRTレキシントン・アベニュー線合流 (6 <6>) |                                                          |                                                                 |                |          |                |                                                                                       |